# قائمة جوامع ومساجد دمشق
جوامع ومساجد دمشق هذه قائمة بمساجد مدينة دمشق حسب تاريخ الإنشاء:
- جامع القدم الكبير «العصر الأموي» جُدد 2002 م
- الجامع الأموي 705 م
- الباشورة 1163 م
- جامع السادات 1143 م
- مدرسة وجامع النورية 1162 م
- مسجد حسان 1163 م
- مسجد فروخ شاه 1183 م
- مسجد الحنابلة 1203 م
- مدرسة وجامع الماردنية 1213 م
- مدرسة وجامع الركنية 1227 م
- مسجد عز الدين 1229 م
- مدرسة وجامع الشامية 1191 م
- جامع المدرسة الأتابكية 1242 م
- جامع ومدرسة البادرائية 1256م
- جامع ومدرسة المرشدية 1256 م
- جامع ومدرسة المرشدية 1256 م
- جامع يلبغا 1264م
- جامع ومدرسة الفارسية 1405م
- جامع ومدرسة الشاذبكية 1453 م
- جامع الأقصاب 1230م
- جامع الأفرام 1306م
- جامع البريدي 1308م
- جامع تنكز 1318م
- جامع الشحم 1368م
- جامع الكريمي 1318م
- جامع السنجقدار 1349م
- جامع السلحدار 1349م
- جامع الطاوسية 1388م
- جامع التينبية 1396م
- جامع المؤيد 1400م
- جامع منجك 1407م
- جامع بلبان 1416م
- جامع التوريزي 1420م
- جامع الورد 1426م
- جامع هشام 1427م
- جامع الجوزة 1427م
- جامع الدلامية 1443م
- جامع القلعي 1450م
- جامع البرزوي 1478م
- جامع ومدرسة الشاذبكية 1453م
- جامع ودار قرآن الصابونية 1464م
- الجامع المعلق 1458م، إمامه وخطيبه في تاريه 2013 الشية إبراهيم دعدوش في حي العمارة
- جامع الصمادية 1526م
- جامع الحيواطية 1480م
- جامع الشيخ محي الدين 1518م
- جامع سنان آغا 1562م
- جامع مراد باشا 1568م
- جامع ومدرسة السيبائية 1515م
- جامع الدرويشية 1574م
- جامع التكية السليمانية 1559م
- جامع الباغوشية 1587م
- جامع سنان باشا بدمشق 1568م
- مسجد أُبي بن كعب 1621م
- جامع المرادي 1696م
- جامع الفاري 1697
- جامع النابلسي 1733م
- جامع يونس آغا 1857م
- جامع ومدرسة الفتحية 1742م
- جامع شمدين 1891م
- جامع نافذ أفندي 1898م
- جامع الغواص 1878م
- جامع أبي عصبة 1884م
- جامع حمو ليلا 1899م
- جامع الحلبوني 1921م
- جامع كيوان 1926م
- جامع زيد بن ثابت 1969 م
- جامع الشنواني 1922م
- جامع المرابط 1925م
- جامع الشعلان 1936م
- جامع خالد بن الوليد 1940م
- جامع المولوية 1944م
- جامع الثقفي 1944م
- جامع التقوى 1952م
- جامع الروضة 1952م
- جامع النقشبندي 1962م
- جامع عمر بن الخطاب
- جامع الحرش 1962م
- جامع الفردوس 1963م
- جامع طارق بن زياد 1984م
- جامع الإصلاح 1948م
- جامع الزهراء 1961 م
- جامع العثمان 1963 م
- جامع عمر بن عبد العزيز 1970م
- جامع المنصور 1964م
- جامع الخير 1965م
- جامع الهدى 1967م
- جامع أبي النور 1970م
- جامع الشيخ رسلان 1970م
- جامع المحمدي 1971م
- جامع الفاروق 1971م
- جامع الأكرام 1985م
- جامع سفيان
- جامع عبد الرحمن بن عوف
- جامع سعد بن معاذ
- جامع سعيد بن زيد
- جامع عبد الله بن رواحة
- جامع الشافعي
- جامع الرازي
- جامع السيدة رقية
- جامع الفتح
- جامع الثريا
- جامع القصور
- جامع ذي الكفل
- جامع سعد
- جامع الحسين
- جامع لالا مصطفى باشا 1500 ميلادية
- الجامع الجديد في الصالحية قرب سوق الجمعة
- جامع الجراح في حي الشاغور قرب باب الصغير
- جامع السياغوشية في حي الشاغور
- جامع الصحابة في حي الميدان
- جامع أبو أيوب الأنصاري في الزاهرة الجديدة
- جامع الرضا في الزاهرة الجديدة
- جامع المصطفى في الصناعة[1]